# Rivière Boucan Carré
Rivière Boucan Carré är ett vattendrag i Haiti.   Det ligger i departementet Centre, i den centrala delen av landet, 50 km nordost om huvudstaden Port-au-Prince.